# Het berenbeklag
Het berenbeklag is het tweehonderdvierenveertigste stripverhaal uit de reeks van Suske en Wiske. Het is geschreven door Paul Geerts, met tekeningen van Marc Verhaegen. 
Het werd voorgepubliceerd in TV Ekspres van april 1998 tot en met maart 1999. De eerste albumuitgave in de Vierkleurenreeks was op 20 september 1999, met nummer 261.

## Locaties
- België, Turkije, Istanboel, het Topkapimuseum, politiebureau, gevangenis, de Bosporus, bergen, Rhenen, het Berenbos in Nederland

## Personages
- Suske, Wiske met Schanulleke, tante Sidonia, Lambik, Jerom, sultan Ibn Gagga Khan, gangsters, beren, politie, commissaris, medewerker Berenbos

## Het verhaal
Terwijl ze op vakantie zijn in Turkije, ontdekken de vrienden dat de Hittieten hier ooit een rijk hebben gesticht met als hoofdstad Byzantium. Dit werd later het Ottomaanse rijk en na de revolutie van Atatürk werd het moderne Turkije gevormd. 
Ze rijden naar Istanboel en zien daar een beer die slecht behandeld wordt door zijn eigenaar. Later neemt Lambik het voor een andere beer op en deze beer kan dan ontsnappen op de bazaar. De vrienden overnachten in de bergen, maar de caravan rolt weg door toedoen van wolven. Jerom kan voorkomen dat de caravan in een ravijn stort. Als hij hierna de wacht houdt, krijgt van een wolf een koker met daarin een briefje. Jerom volgt de wolf en ontmoet sultan Ibn Gagga Khan. De sultan leeft in harmonie met de dieren en hij wil de beren helpen. Wiske ontdekt dat Jerom is verdwenen en samen met Suske gaat ze op zoek naar Jerom, ze komen bij de sultan en horen het verhaal, maar Jerom wil niet helpen omdat hij op vakantie is en loopt weg. Lambik gaat naar de sultan en beloofd te helpen, hij hoort dat hij naar het Topkapimuseum moet gaan. De sultan laat een duif los en deze brengt een bericht naar de handlangers van de sultan. De vrienden bevrijden enkele beren en zien gangsters uit het museum vertrekken, ze worden in een busje gesleurd en rijden weg.
Lambik blijft achter en wordt door de politie aangehouden, een beer ziet de politiebus vertrekken. Lambik wordt ondervraagd en de beer gaat op zoek naar de vrienden. De roversbende wil de vrienden dwingen spullen uit het museum te stelen. De beer blijkt Jerom te zijn en hij gaat met de bevrijde beren op weg naar de gevangenis en ze bevrijden Lambik. Jerom en Lambik bevrijden Suske en tante Sidonia, maar horen dat Wiske al naar het museum is gebracht door de gangsters. Wiske wordt in het museum neergelaten, maar Jeorm kan dan de gangsters verslaan en het museum is door de politie omsingeld. Lambik wordt naar de politiecommissaris gebracht en deze bedankt de vrienden. Jerom vertelt dat de sultan uit de bergen achter de operatie zit en de vrienden beloven hem aan de politie uit te leveren. Jerom brengt de beren naar de sultan en het blijken dan de vermomde vrienden te zijn. De sultan wordt aan de politie uitgeleverd en de beren worden in de caravan naar het Berenbos in Nederland gebracht. De vrienden besluiten een kavel van 10 vierkante meter in het berenbos te kopen en gaan na drie weken bij de beren kijken. Lambik valt over het hek en de vrienden merken dat de beren erg dankbaar zijn.

## Achtergrond bij het verhaal
- Op het titelblad staat vermeld 'scenario en tekeningen: Paul Geerts', hoewel Marc Verhaegen de tekeningen verzorgde. Ten tijde van het verschijnen was Paul Geerts nog steeds de officiële tekenaar van Suske en Wiske.